# دينيز أوغور
دينيز أوغور (بالتركية: Deniz Uğur) هي ممثلة أفلام ومسلسلات ومسرح تركية ولدت في يوم 17 أكتوبر 1973 في مدينة إسطنبول في تركيا، ولدت دينيز أوغور لعائلة مشهورة في تركيا حيث أن والدتها ميتي أوغور هي راقصة باليه ومغنية وجدها يمونو أوغور كان أحد أعوان مصطفى كمال أتاتورك مؤسس الجمهورية التركية كما أن لها صلة قرابة مع الممثل السويسري ديفيد بينانت من قبل جدها من ناحية والدتها نادر باي الذي تزوج من السويسرية هيدفيغ باير، درست الباليه في جامعة اسطنبول وتخرجت في سنة 1995 ومنذ ذلك الحين بدأت بالتمثيل في المسرحيات. أبرز المسلسلات تركية التي مثلت فيها هي موسم المطر ونساء حائرات ومشوار أمير واسميتها فريحة.

## روابط خارجية
- دينيز أوغور على موقع IMDb (الإنجليزية)
- دينيز أوغور على موقع قاعدة بيانات الفيلم (الإنجليزية)